# Impious
Impious (engl. für gottlos, „pietätlos“) ist eine schwedische Deathmetal-/Thrashmetal-Band, welche zurzeit bei Metal Blade Records unter Vertrag steht.
Die Gruppe möchte sich durch ihre Spielweise von der typischen Melodic-Death-Metal-Szene Schwedens absetzen.

## Geschichte
Im April 1994 gründen die Teenager Vladimir „Valle“ Adzic (Gitarre), Martin Åkesson (Gesang, Gitarre) und Johan Lindstrandt (Schlagzeug) die Gruppe Impious. Beeinflusst von der Bay-Area-Thrashszene der 1980er Jahre und der ursprünglichen schwedischen Death-Metal-Szene beginnen die drei zu musizieren. Mit Robin Sörqvist stieg 1995 ein Bassist ein. Im gleichen Jahr nimmt Impious das erste Demo Infernal Predomination auf. Johan Lindstrandt muss kurz danach die Gruppe verlassen, da er zum Wehrdienst eingezogen wird. Das zweite Demo The Suffering erschien mit Session-Schlagzeuger Marco Tervonen (ex-The Crown) und unter der Produktion von Andy LaRocque (King Diamond). Ulf Johannsson stieg anschließend als fester Schlagzeuger ein. Mit einer Promokassette erhielt die Band einen Vertrag beim schwedischen Independent-Label Black Sun Records und nahmen zusammen mit Produzent Tomas Skogsberg das Debütalbum Evilized auf, das am 6. Juli 1998 erschien.
Nach einer Pause, in der die Band sich lediglich an einigen Tributealben beteiligt und ein weiteres Demo aufnimmt, erschien 2000 das Album Terror Succeeds. Die Besetzung hat sich etwas geändert. So konzentriert sich Martin Åkesson seit diesem Album alleine auf den Gesang, während Robin Sörqvist vom Bass an die Gitarre wechselte. Als Bassist stieg Erik Peterson ein. Bevor die Band für den Nachfolger The Killer ins Studio geht, verlässt Ulf Johannsson die Gruppe. Für ihn stieg Mikael Norén ein, der in der kurzen Zeit vor Aufnahmebeginn die schon geschriebenen Schlagzeugrhythmen erlernen muss. 2002 erschien das Album auf dem Label Hammerheart Records.
Im gleichen Jahr nimmt die Gruppe noch die EP Deathsquad auf, die neben dem Titellied vom The Killers-Album, zwei Demoaufnahmen und einer Neuaufnahme Coverversionen von Running Wild (Soldiers of Hell), Metallica (Trapped Under Ice) und Mötley Crüe (Live Wire) enthielt. Die EP erschien jedoch erst 2003 zum Tourstart mit Necrophobic und Satariel.
Im Oktober 2004 erschien das Album Hellucinate auf Metal Blade. Die anschließende Europatour findet im Vorprogramm von Amon Amarth statt. Im gleichen Jahr erschien die Kompilation Born to Suffer auf dem Hammerheart-Nachfolger Karmageddon Media. Das Album beinhaltet die frühen Demos von Impious sowie einige Coverversionen.
2007 folgte das nächste Album Holy Murder Masquerade. Als Gastsänger ist Thomas Backelin von Lord Belial auf dem Album zu hören. 2009 folgte Death Domination mit Johan Lindstrand (One Man Army and the Undead Quartet) und Andreas Nilsson (Hope Over Fear) als Gäste.

## Diskografie

### Demos
- 1995: Infernal Predomination
- 1996: The Suffering
- 1997: Promo ’97
- 1999: Promo ’99
- 2001: Promo ’01

### Alben
- 1998: Evilized (Black Sun Records)
- 2000: Terror Succeeds (Black Sun Records)
- 2002: The Killer (Hammerheart Records)
- 2004: Hellucinate (Metal Blade Records)
- 2007: Holy Murder Masquerade (Metal Blade Records)
- 2009: Death Domination (Metal Blade Records)

### Sonstiges
- 2003: Deathsquad (EP, Hammerheart Records)
- 2004: Born to Suffer (Kompilation, Karmageddon Media)